# Aiko Oishi
Aiko Oishi –en japonés, 大石 愛子, Oishi Aiko– (13 de octubre de 1970) es una deportista japonesa que compitió en judo. Ganó una medalla de oro en los Juegos Asiáticos de 1994, y una medalla de plata en el Campeonato Asiático de Judo de 1995.

## Palmarés internacional
| Juegos Asiáticos    | Juegos Asiáticos    | Juegos Asiáticos | Juegos Asiáticos |
| Año                 | Lugar               | Medalla          | Categoría        |
| ------------------- | ------------------- | ---------------- | ---------------- |
| 1994                | Hiroshima (Japón)   | Medalla de oro   | –66 kg           |
| Campeonato Asiático |                     |                  |                  |
| Año                 | Lugar               | Medalla          | Categoría        |
| 1995                | Nueva Delhi (India) | Medalla de plata | –66 kg           |